# Rob Mazurek

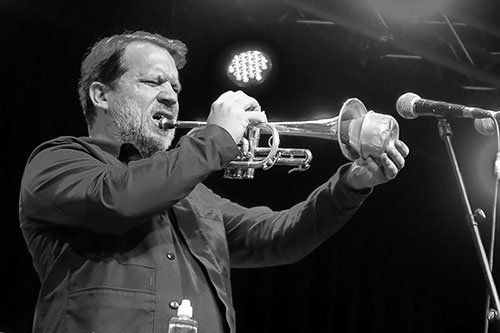
Rob Mazurek (2015)

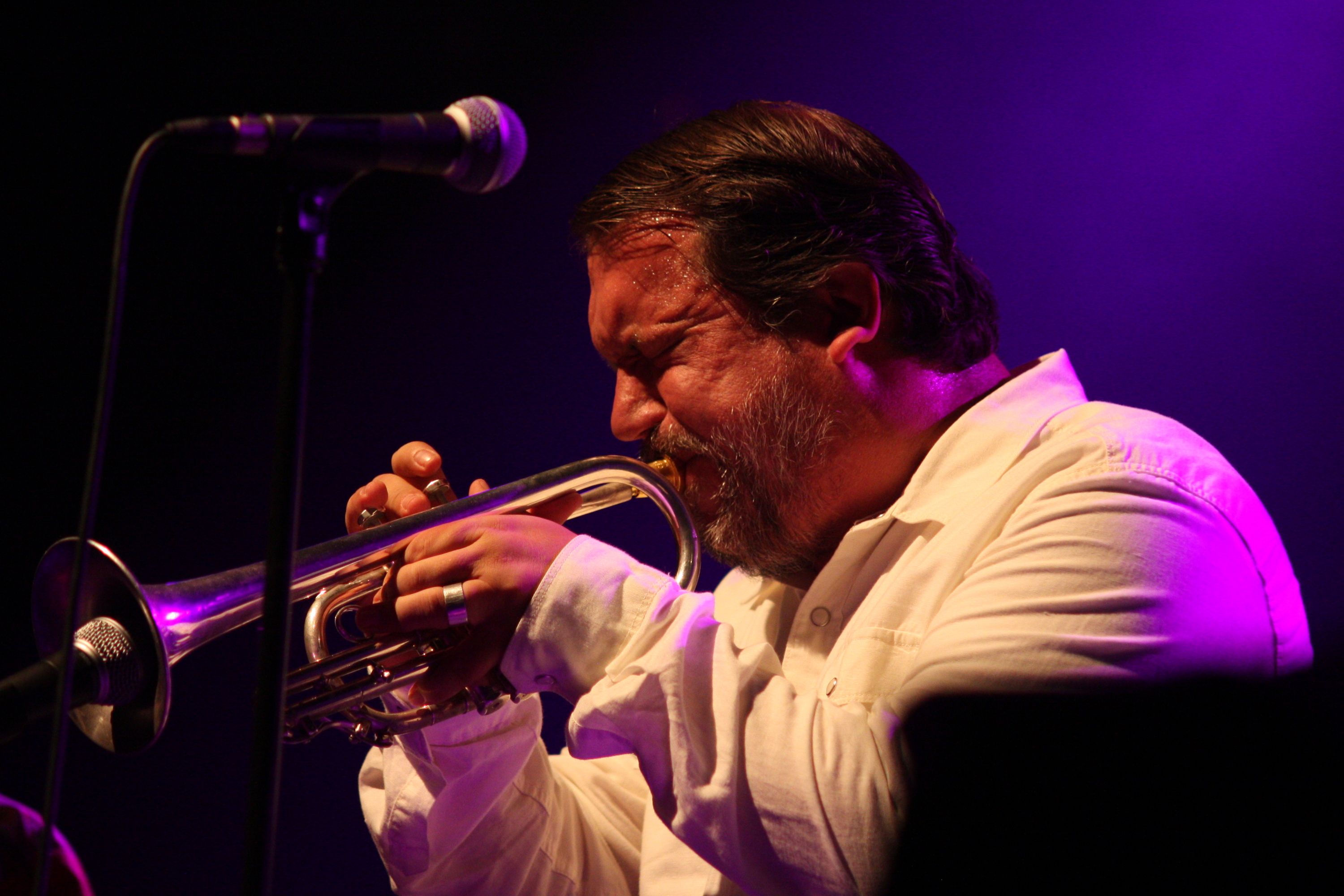
Rob Mazurek (Deutsches Jazzfestival 2013)

Robert „Rob“ Mazurek (* 1965 in Jersey City) ist ein US-amerikanischer Kornettist und Komponist des Modern Creative Jazz.

## Leben und Wirken
Mazurek begann mit zehn Jahren mit dem Kornettspiel. Nach Unterricht auf der Bloom School of Jazz in Chicago orientierte er sich am Hardbop (insbesondere am Spiel von Lee Morgan, Kenny Dorham und Freddie Hubbard) und trat mit Kenny Prince und Yoron Israel auf. Dann gründete er sein erstes Quartett, mit dem er 1993 erfolgreich auftrat und erste Alben vorlegte (Man Facing East 1994, Badlands 1995).
Etwa 1996 erweiterte er – beeinflusst von Morton Feldman und Iannis Xenakis ebenso wie vom Art Ensemble of Chicago, Bill Dixon oder Wadada Leo Smith – seinen musikalischen Horizont und trat mit Jeff Parker auf. Gemeinsam mit John Herndon gehörte er der Gruppe Isotope 217 an. 1997 gründete er mit Chad Taylor das Duo Chicago Underground, das einige avantgardistische Alben auf dem Label Thrill Jockey veröffentlichte. Aus ihm entstand das Chicago Underground Orchestra (mit Jeff Parker, Chad Taylor, Noel Kupersmith und Sara P. Smith), das ebenfalls mehrere Alben einspielte. Daneben spielte er in dem Elektronik-Projekt São Paulo Underground (mit Guilherme Granado und Mauricio Takara), mit dem er bisher vier Alben veröffentlichte. 2005 gründete er sein Exploding Star Orchestra, mit dem er mehrfach in Europa gastierte. 2012 nahm er mit einem Oktett anlässlich einer Ausstellung über Miles Davis in São Paulo sein Album Skull Sessions auf. Zu hören ist er u. a. auch auf Anthony Pirogs Album The Hunger Artist (2024).
Im Jahr 2025 steuerte Mazurek die Musik für Kelly Reichardts Spielfilm The Mastermind bei.

## Diskographische Hinweise
- Ted Sirota’s Soul Rebels: Propaganda (Naim, 1999)
- Starlicker Double Demon (Delmark Records 2010, mit Jason Adasiewicz, John Herndon)
- São Paulo Underground Beija flors velho e sujo (Cuneiform 2012)
- Rob Mazurek Octet: Skull Sessions (Cuneiform 2013)
- Vortice of the Faun (2015)
- Jeff Parker / Rob Mazurek: Some Jelly Fish Live Forever (RogueArt, 2016)
- Chimeric Stoned Horn (2017) solo
- Rome (Clean Feed Records, 2017)
- Chicago / London Underground: A Night Walking Through Mirrors (Cuneiform Records, 2017)
- Chicago Underground Quartet: Good Days (2020), mit Josh Johnson, Jeff Parker, Chad Taylor
- Dimensional Stardust (2020)
- All Distances Inform (RogueArt, 2022)
- Father’s Wing (RogueArt, 2022)
- Lightning Dreamers (International Anthem, 2023)
- Damon Locks & Rob Mazurek: New Future City Radio (International Anthem, 2023)
- Live at the Adler Planetarium (International Anthem, 2024)
- Color Systems (2024)
- Chicago Underground Duo: Hyperglyph (International Anthem, 2025)